# Liste der Botschafter der Vereinigten Staaten in Jordanien

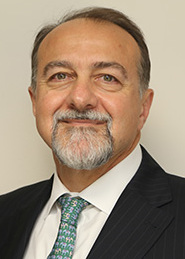
Henry T. Wooster, derzeitiger Botschafter in Jordanien

Der Botschafter der Vereinigten Staaten von Amerika in Jordanien ist der bevollmächtigte Botschafter der Vereinigten Staaten von Amerika im Haschemitischem Königreich Jordanien (bis 1952 Gesandter).

## Botschafter
| Amtszeit  | Name                        | Bemerkungen                           |
| --------- | --------------------------- | ------------------------------------- |
| 1949–1950 | Wells Stabler               | Chargé d’Affaires ad interim          |
| 1950–1952 | Gerald Augustin Drew        |                                       |
| 1952–1953 | Joseph Coy Green            | ab September 1952 Botschafter         |
| 1953–1958 | Lester DeWitt Mallory       |                                       |
| 1959–1961 | Sheldon Tibbetts Mills      |                                       |
| 1961–1963 | William Butts Macomber Jr.  |                                       |
| 1964–1966 | Robert Gaylord Barnes       |                                       |
| 1966–1967 | Findley Burns Jr.           |                                       |
| 1967–1970 | Harrison Matthews Symmes    |                                       |
| 1970–1973 | Lewis Dean Brown            |                                       |
| 1974–1978 | Thomas Reeve Pickering      |                                       |
| 1978–1981 | Nicholas Alexander Veliotes |                                       |
| 1981–1984 | Richard Noyes Viets         |                                       |
| 1984–1987 | Paul Harold Boeker          |                                       |
| 1987–1990 | Roscoe Seldon Suddarth      |                                       |
| 1990–1993 | Roger Gran Harrison         |                                       |
| 1994–1998 | Wesley William Egan Jr.     |                                       |
| 1998–2001 | William Joseph Burns        |                                       |
| 2001–2004 | Edward William Gnehm Jr.    |                                       |
| 2004–2008 | David Hale                  | bis 2005 Chargé d’Affaires ad interim |
| 2008–2011 | Robert Stephen Beecroft     |                                       |
| 2011–2014 | Stuart E. Jones             |                                       |
| 2014–2017 | Alice G. Wells              |                                       |
| 2017–2018 | Henry T. Wooster            | Chargé d’Affaires ad interim          |
| 2019–2020 | Karen H. Sasahara           | Chargé d’Affaires ad interim          |
| 2020–     | Henry T. Wooster            |                                       |